# Abdij van Fontenelle (Maing)

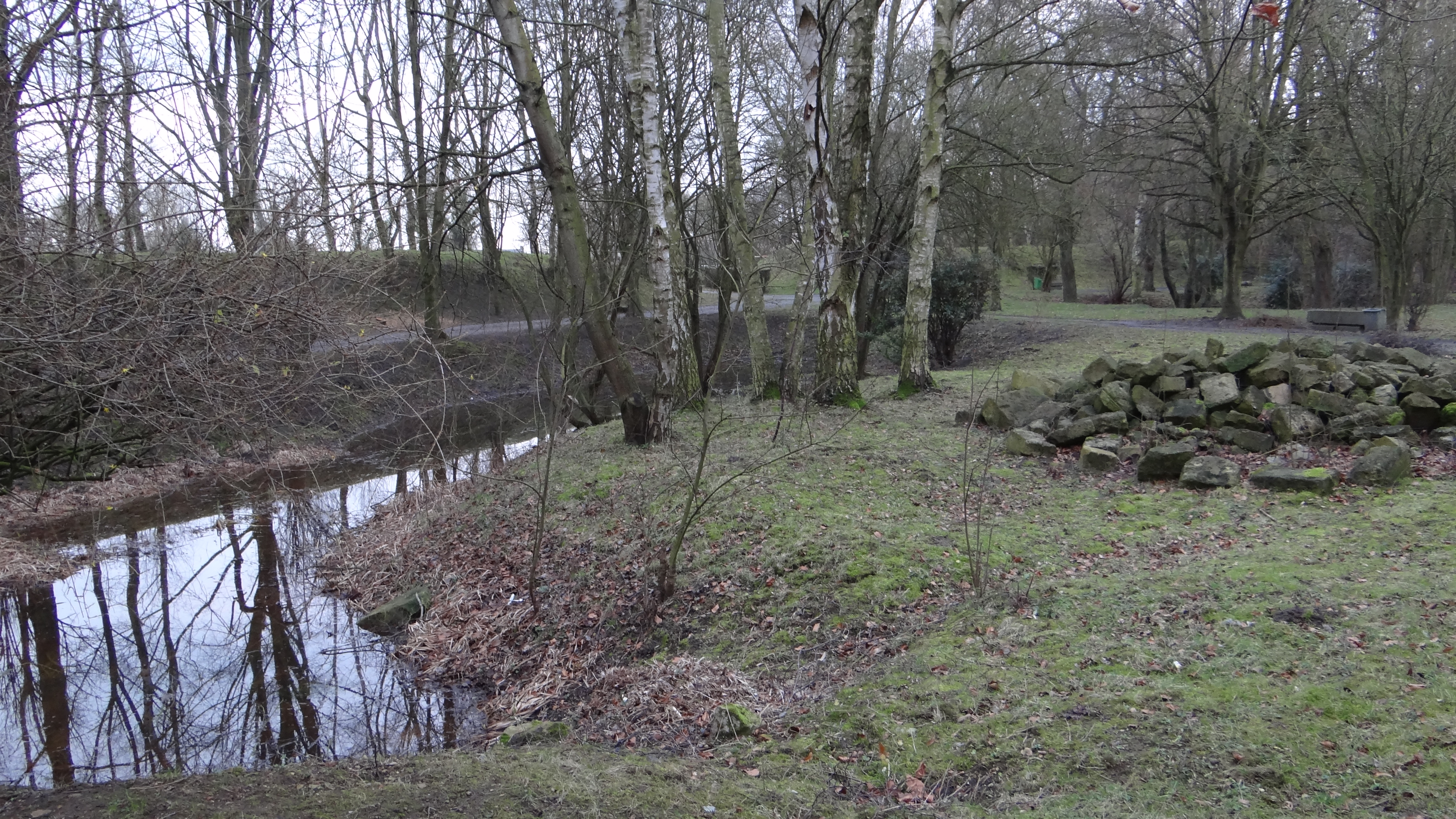
Archeologisch park op de plaats waar voorheen de abdij van Fontenelle lag

De Abdij van Fontenelle was een cisterciënzer abdij voor vrouwen in Maing in het graafschap Henegouwen, thans het Franse Noorderdepartement. 
De abdij werd gesticht in 1212 door de dochters van de heer van Aulnoy. Zij kozen een plaats in de nabijheid van Trith (Tricht) ten zuiden van Valencijn, waar een belangrijke oversteekplaats over de Schelde was.  De bekendste religieuze in de abdij was Johanna van Valois, die zich in de abdij terugtrok na de dood van haar echtgenoot Willem, graaf van Henegouwen, Holland en Zeeland.  Tijdens haar verblijf, in juni 1340, tijdens de Honderdjarige Oorlog, werd de abdij in brand gestoken door de Fransen.  Johanna gaat naar Gent bij haar dochter, koningin Filippa van Engeland en naar Parijs bij haar broer, koning Filips VI van Frankrijk bepleiten dat Vlaanderen en Henegouwen zouden gevrijwaard blijven van verdere vernielingen in de oorlog. 
Tijdens de Beeldenstorm, op 25 augustus 1566 werd de beelden en ramen van de abdij kort en klein geslagen door calvinisten (Geuzen, hugenoten) uit het nabijgelegen Valencijn. De nonnen trokken zich terug in andere kloosters en in Valencijn.  In januari 1567 nemen de opstandelingen de abdij in maar in maart 1567 vallen de stad en de abdij weer in handen van de regering (zie Beleg van Valencijn (1567)).  Ook het Franse leger, dat de Nederlandse opstandelingen te hulp kwam tegen de hertog van Alva, roerde zich in de streek.  In niet minder dan zeven oorlogen probeerden de Fransen de streek te veroveren (zie het artikel Vlaanderen (Franse provincie)). 
Na de annexatie van grote delen van Vlaanderen en Henegouwen bij Frankrijk in 1678 benoemde de Franse koning de abdissen, waarvan de eerste Anne Dufrêne was. Na meer dan honderd jaar geweld volgde een periode van honderd jaar rust en wederopbouw.
In 1791, tijdens de Franse Revolutie werd de abdij als bien national (nationaal eigendom) verkocht aan particuliere kopers.  Toen tijdens de Eerste Coalitieoorlog Valencijn ingenomen werd door een Nederlands-Oostenrijks leger (zie Beleg van Valencijn (1793)) werd de hele abdij geplunderd en vernield (door plaatselijke boeren en voorbijtrekkende troepen).  Tot in 1835 werden de stenen van de abdij gebruikt voor de aanleg van wegen.  